# HD 100708
HD 100708，又名CD-48 6630，SAO 222883、HR 4462，是一颗恒星，视星等为5.5，位于銀經290.29，銀緯11.85，其B1900.0坐标为赤經11h 30m 9.5s，赤緯-48° 11.85′ 18″。